# Clément Laval
Pour les articles homonymes, voir Laval.
Clément Laval, né Jean Benoît Claudius Laval le 12 août 1895 à Saint-Nizier-sous-Charlieu et mort le 7 janvier 1949 dans le 2e arrondissement de Lyon, est un architecte français. Il est particulièrement renommé pour la réalisation du Palais de Flore à Lyon en France.

## Biographie

### Réalisations

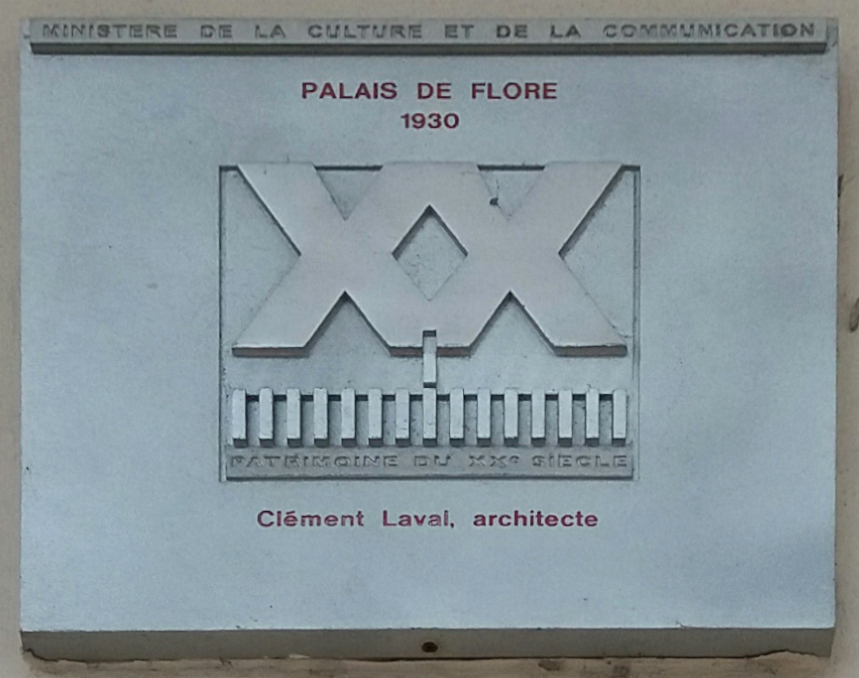
Plaque du patrimoine du XXe siècle apposée sur le Palais de Flore, mentionnant Clément Laval.

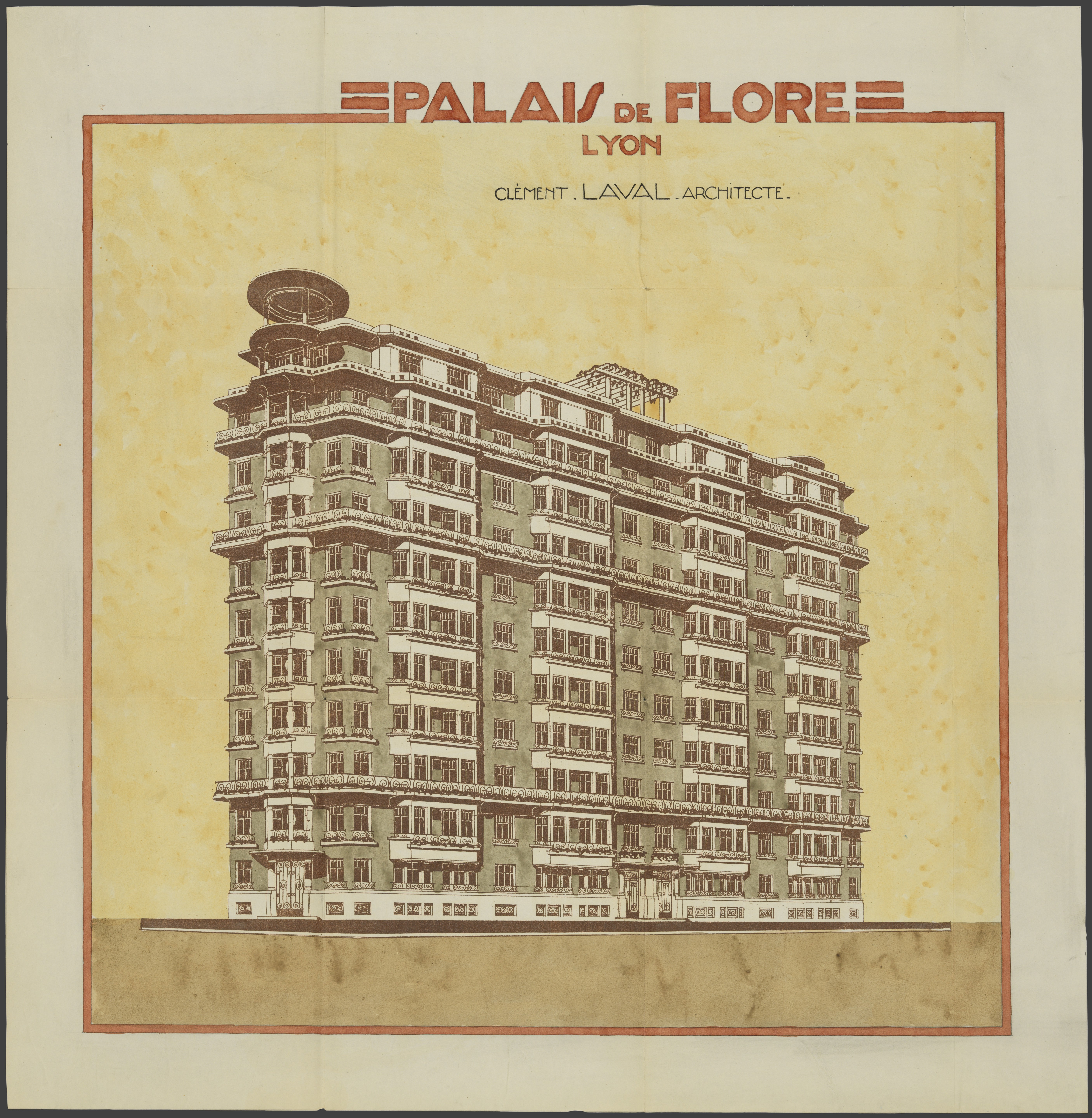
Dessin du Palais de Flore par Clément Laval

Clément Laval est surtout connu pour le Palais de Flore à Lyon, réalisation datant du début des années 1930. De 1930 à octobre 1931, on le signale comme premier architecte du projet Clairvivre en Dordogne,.
En 1926, il a réalisé l'immeuble du 6 Boulevard Anatole-France à Lyon,.
Il a également réalisé deux monuments aux morts : à Saint-Genis-Laval et à Vernaison.

### Autres activités
Il publie un fascicule de 254 pages, L'immeuble à ossature métallique en 1937,.
Il est le fondateur et rédacteur en chef de la revue Le Standard édité à Lyon.
Il a géré deux cabinets d'architecture : le premier à Paris (rue du Faubourg-Poissonnière) et l'autre à Lyon (36 rue Saint-Antoine).